# Talitridira
Talitridira (лат.) — парвотряд ракообразных инфраотряда Talitrida Rafinesque, 1815 из отряда бокоплавов (Senticaudata, Amphipoda). Включает 4 надсемейства.

## Описание
Вспомогательный жгутик антенны 1 отсутствует. Мандибулярные пальпы уменьшенные или отсутствуют. Базальный эндит максиллы 1 апикально шиловидный или асетозный; пальпы уменьшенные или отсутствуют. Базальный эндит максиллы 2 без апикального ряда волосков. Оостегиты с закрученными волосками прямые. Рами уропода 3 бирамовидные, уменьшенные или отсутствуют.

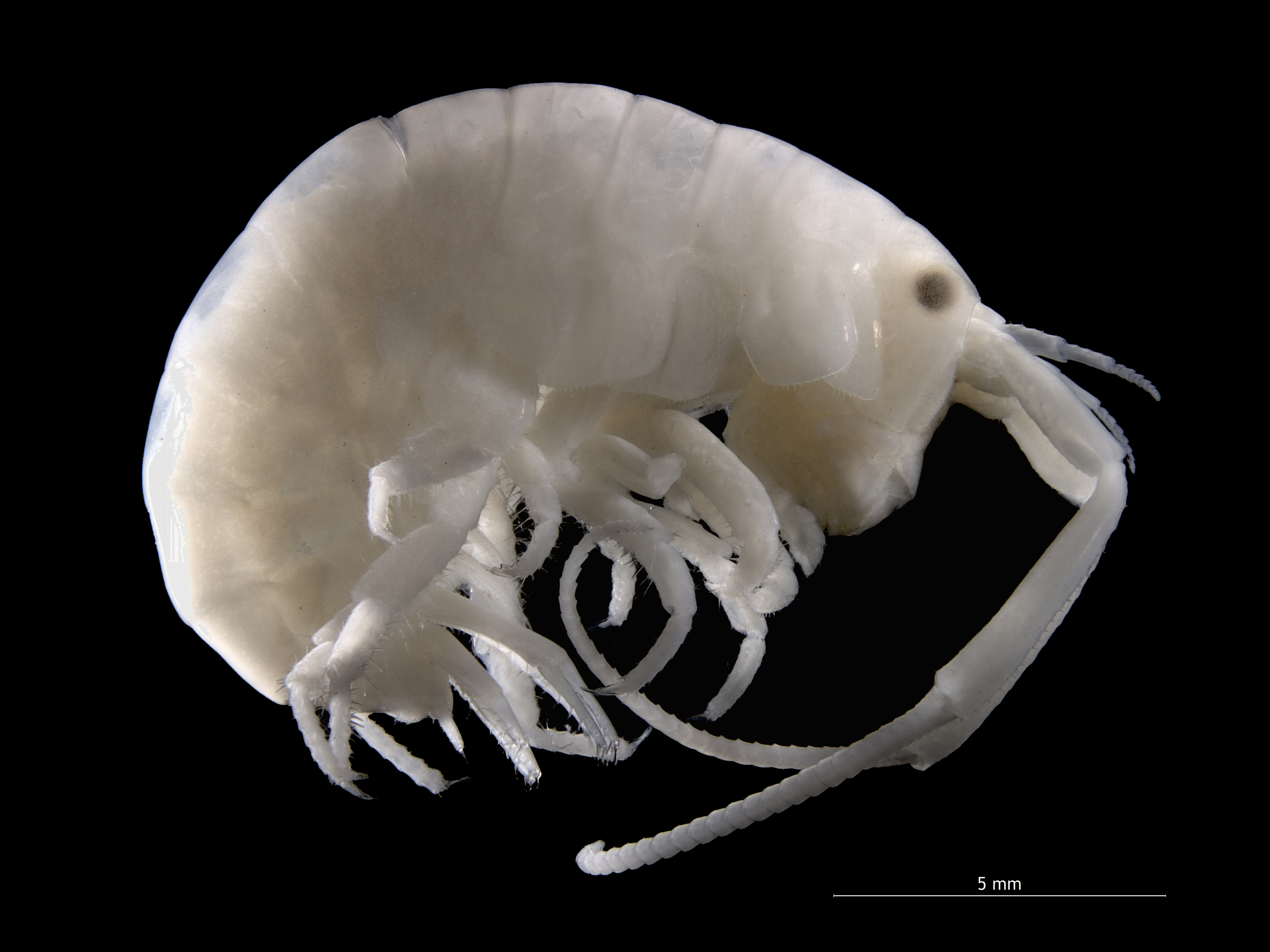
Talitrus saltator (Talitridae).
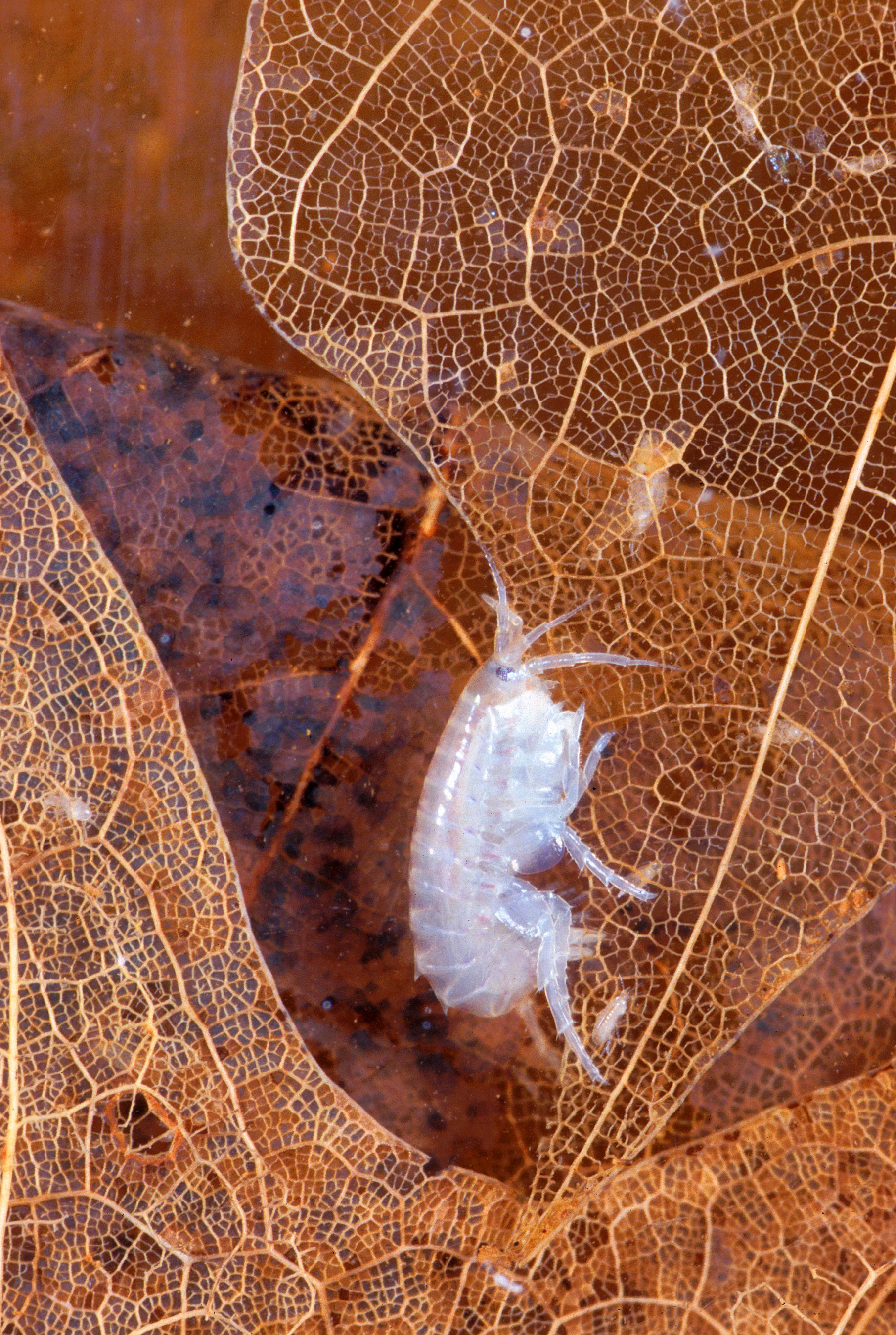
Hyalella azteca (Hyalellidae).

## Классификация
Включает 15 семейств, разделённых на 4 надсемейства. В 2003—2017 годах эта группа включала Biancolinidae, которое затем синонимизировали с Ampithoidae (Corophioidea).
Затем эта группа была включена в новый подотряд Senticaudata.
- инфраотряд Talitrida
  - парвотряд Talitridira
    - надсемейство Caspicoloidea Birstein, 1945
      - семейство Caspicolidae Birstein, 1945 (1 вид)
        - Caspicola Derzhavin, 1945
          - Caspicola knipovitschi Derzhavin, 1944[6]

    - надсемейство Hyaloidea Bulyčeva, 1957 (или в Talitroidea)
      - семейство Ceinidae  J.L. Barnard, 1972
      - семейство Chiltoniidae  J.L. Barnard, 1972
      - семейство Dogielinotidae  Gurjanova, 1953
      - семейство Eophliantidae  Sheard, 1936
      - семейство Hyalellidae  Bulycheva, 1957
      - семейство Hyalidae  Bulycheva, 1957
      - семейство Najnidae  J.L. Barnard, 1972
      - семейство Phliantidae  Stebbing, 1899 (=Phliantoidea)
      - семейство Plioplateidae  J.L. Barnard, 1978 (=Pleioplateidae)
      - семейство Temnophliantidae  Griffiths, 1975 (=Temnophliidae)

    - надсемейство Kurioidea Barnard, 1964
      - семейство Kuriidae J.L. Barnard, 1964
      - семейство Tulearidae Ledoyer, 1979

    - надсемейство Talitroidea Rafinesque, 1815
      - семейство Ceinidae J.L. Barnard, 1972
      - семейство Chiltoniidae J.L. Barnard, 1972
      - семейство Dogielinotidae Gurjanova, 1953
      - семейство Eophliantidae Sheard, 1936
      - семейство Hyalellidae Bulycheva, 1957
      - семейство Hyalidae Bulycheva, 1957
      - семейство Najnidae J.L. Barnard, 1972
      - семейство Phliantidae Stebbing, 1899
      - семейство Plioplateidae J.L. Barnard, 1978
      - семейство Talitridae Rafinesque, 1815
      - семейство Temnophliantidae Griffiths, 1975

Исключённые группы
- ?надсемейство Biancolinoidea Barnard, 1972[7]
  - ?семейство Biancolinidae J.L. Barnard, 1972 → Ampithoidae (Corophioidea)